# Чиријано (Пјаченца)
Чиријано је насеље у Италији у округу Пјаченца, региону Емилија-Ромања.
Према процени из 2011. у насељу је живело 124 становника. Насеље се налази на надморској висини од 115 м.